# Уштаганка
Уштаганка — деревня в Чебаркульском районе Челябинской области России. Входит в состав Кундравинского сельского поселения.

## География
Деревня находится в центральной части Челябинской области, в лесостепной зоне, на берегах реки Уштаганка (приток Увельки), на расстоянии примерно 26 километров (по прямой) к юго-юго-западу (SSW) от города Чебаркуль, административного центра района. Абсолютная высота — 358 метров над уровнем моря.
Часовой пояс
Деревня Уштаганка, как и вся Челябинская область, находится в часовой зоне МСК+2. Смещение применяемого времени относительно UTC составляет +5:00.

## Население
| 2002 | 2010 |
| ---- | ---- |
| 278  | ↘247 |

Гендерный состав
По данным Всероссийской переписи населения 2010 года в гендерной структуре населения мужчины составляли 49,4 %, женщины — соответственно 50,6 %.
Национальный состав
Согласно результатам переписи 2002 года, в национальной структуре населения русские составляли 99 %.

## Улицы
Уличная сеть деревни состоит из трёх улиц и одного переулка.